# Adam Air
Adam Air var et privatejet flyselskab med hovedkontor i Jakarta, Indonesien. Det havde ruter til over 20 byer og internationale ruter til Penang og Singapore. Selskabet blev grundlagt af Agung Laksono. Dets hovedbase var Soekarno-Hatta International Airport, Jakarta.